# Máximo Chulvi Ruiz y Belvis
 Máximo Chulvi Ruiz y Belvis fou un polític valencià, diputat a les Corts Espanyoles durant la restauració borbònica.
Membre del Partit Liberal Conservador, fou el candidat escollit a les eleccions parcials del districte d'Enguera el 6 de gener de 1889 per a substituir Carlos Testor Pascual, qui ocupava l'escó des de les eleccions generals espanyoles de 1886. El Congrés dels Diputats, però, va anul·lar l'elecció el 2 d'abril i s'hagueren de repetir les eleccions, de manera que fins al 14 de maig no va poder ocupar l'escó definitivament. A les eleccions generals espanyoles de 1891 fou escollit novament, aquest cop pel districte de Xelva.